# Aoyagi Masanobu
Masanobu Aoyagi (sinh ngày 1 tháng 9 năm 1985) là một cầu thủ bóng đá người Nhật Bản.

## Sự nghiệp câu lạc bộ
Masanobu Aoyagi đã từng chơi cho Shonan Bellmare, Gainare Tottori và Fukushima United FC.